# Freddie Sears
Frederick David "Freddie" Sears (født 27. november 1989 i London, England) er en engelsk fodboldspiller, der spiller som angriber hos Ipswich Town. Han har tidligere spillet en årrække hos West Ham United og Colchester.

## Landshold
Sears har (pr. april 2018) endnu ikke optrådt for Englands A-landshold, men har spillet for landets U-19 hold.